# جوزيب باشيتش
جوزيب باشيتش (بالكرواتية: Josip Bašić)‏ هو لاعب كرة قدم كرواتي في مركز نصف الجناح، ولد في 2 مارس 1996 في سبليت في كرواتيا. شارك مع منتخب كرواتيا تحت 17 سنة لكرة القدم ومنتخب كرواتيا تحت 19 سنة لكرة القدم. أما مع النوادي، فقد لعب مع هايدوك سبليت.

## وصلات خارجية
- جوزيب باشيتش على موقع الاتحاد الأوربي (الإنجليزية)
- جوزيب باشيتش على موقع اتحاد كرواتيا (الكرواتية)
- جوزيب باشيتش على موقع قاعدة بيانات كرة القدم.إي يو (الإنجليزية)
- جوزيب باشيتش على موقع Soccerway.com (الإنجليزية)
- جوزيب باشيتش على موقع عالم كرة القدم.نت (الإنجليزية)